# 封志理
封志理（Joseph Fung，1937年4月10日—2008年12月25日），曾任香港地方教会长老。

## 生平
1937年出生，在台灣大學醫學院就讀期間被主復興，畢業後放棄行醫機會，回香港專志事奉主，在伯特利中學任教傳揚福音，曾帶領超過百位學生歸主。1970年香港地方教会發生風波，教会里面两派人士因不同路線分開，他繼續接受李常受的職事， 並開始全職事奉，是天文台道聚會所主要帶領人之一，主力培訓青年聖徒，他們成為90年代後教會事奉骨幹。80年代與馬健源合編《原文編號新約字典及彙編》 。

### 離開地方召會道路
1991年，離開李常受的所指「主恢復的道路」，1997年辭任香港教會長老，全力編輯出版《原文編號舊約字典及彙編》。

## 逝世
2008年12月25日，封志理因肝癌在香港去世，遺體火化後，骨灰安葬深圳大鵬灣華僑墓園。